# Länsmansgården

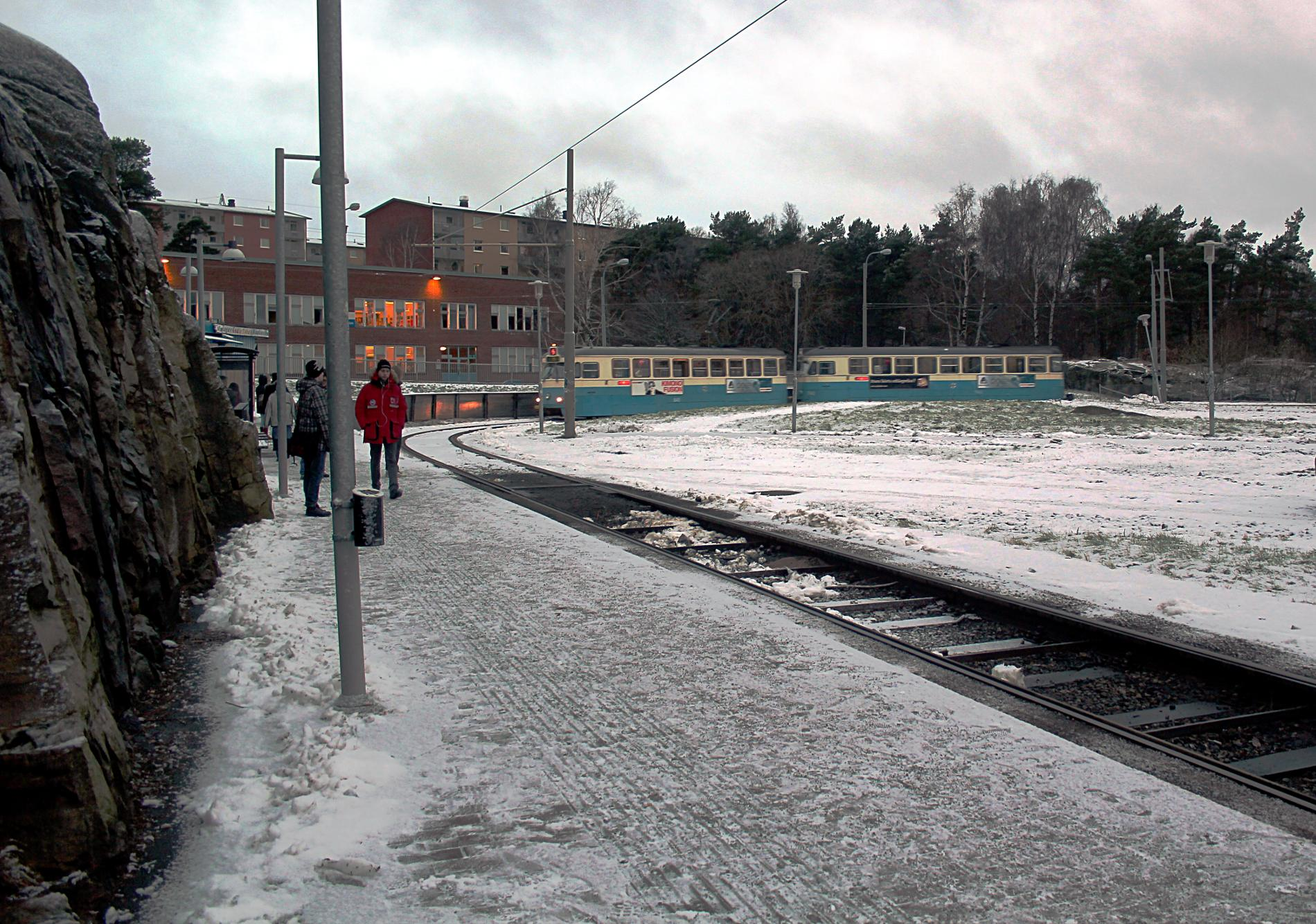
Spårvagnen vänder vid Varmfrontsgatan.

Länsmansgården är ett primärområde i stadsområde Hisingen i Göteborgs kommun, beläget i stadsdelen Biskopsgården i Göteborg. 

## Bebyggelse
I ett tidigare bergsområde, som inkorporerades 1906, byggdes åren 1963-1966 omkring 2 800 lägenheter i 3- och 8-våningars lamellhus i tegel och betong. De senare har efter upprustning färgsatts i milt kulörta färger.
Bybyggelsen är grupperad kring det lilla butikstorget Länsmanstorget. Där finns Länsmansgårdens kyrka invigd 1972 som ersatte en vandringskyrka som uppfördes 1966. En stor fritidsgård med teaterlokal, Vårvinden, tillkom 1963. Den ombyggda panncentralen, Pannhuset, har vissa tider även använts för fritidsverksamhet.

## Svarte Mosse
De västra delarna utgörs till stor del av naturområden runt Svarte mosse, med cykelväg mot Torslandaverken och gångvägar som kopplar området samman med Hisingsparken.

## Fornminne
Ovanför området ligger bronsåldersröset Store Vette.

## Nyckeltal

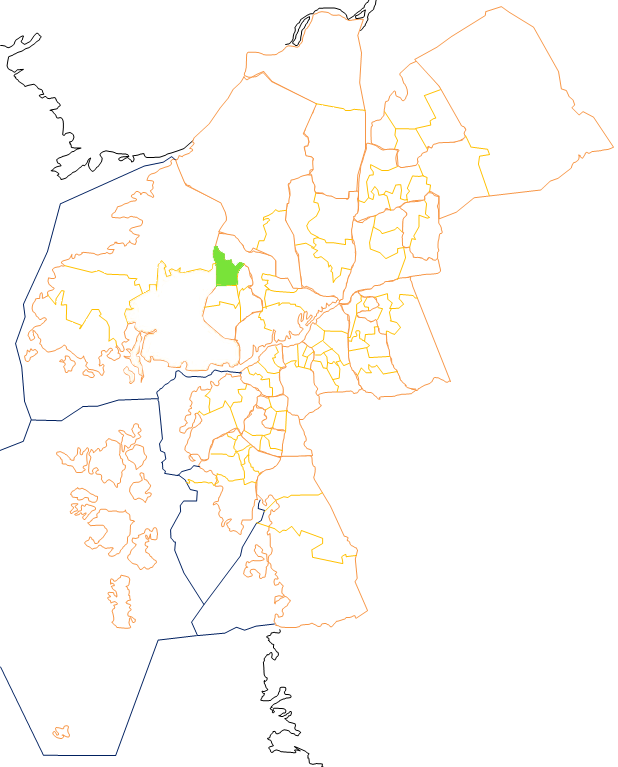
Länsmansgården

Nyckeltalen redovisar statistik som beskriver Göteborg och dess 96 delområden, primärområden, per den 31 december och kan användas för att jämföra de olika områdena. Nedan redovisas uppgifter för primärområdet och jämförelse görs mot uppgifterna för hela kommunen.
|                                                           | Länsmansgården | Hela Göteborg |
| --------------------------------------------------------- | -------------- | ------------- |
| Folkmängd                                                 | 5 807          | 587 549       |
| Befolkningsförändring 2020–2021                           | -40            | +4 493        |
| Andel födda i utlandet                                    | 50,8 %         | 28,3 %        |
| Andel utrikes födda eller med två utrikes födda föräldrar | 72,9 %         | 38,1 %        |
| Medelinkomst                                              | 242 500 kr     | 332 400 kr    |
| Arbetslöshet                                              | 12,3 %         | 6,6 %         |
| Antal ersatta dagar från F-kassan per person (16-64 år)   | 22,8           | 19,5          |
| Andel med eftergymnasial utbildning (minst 3 år)          | 17,9 %         | 37,9 %        |
| Andel bostäder byggda 1961–1970                           | 93,5 %         |               |
| Andel bostäder i allmännyttan                             | 45,1 %         | 25,9 %        |
| Antal färdigställda bostäder 2021                         | 0              |               |
| Andel bostäder i småhus                                   | 2,5 %          | 18,3 %        |

## Stadsområdes- och stadsdelsnämndstillhörighet
Primärområdet tillhörde fram till årsskiftet 2020/2021 stadsdelsnämndsområdet Västra Hisingen och ingår sedan den 1 januari 2021 i stadsområde Hisingen.